# Carlos Nicola
Carlos Daniel Nicola (Montevideo, 3 gennaio 1973) è un ex calciatore uruguaiano, di ruolo portiere.